# Herbert Tumpel

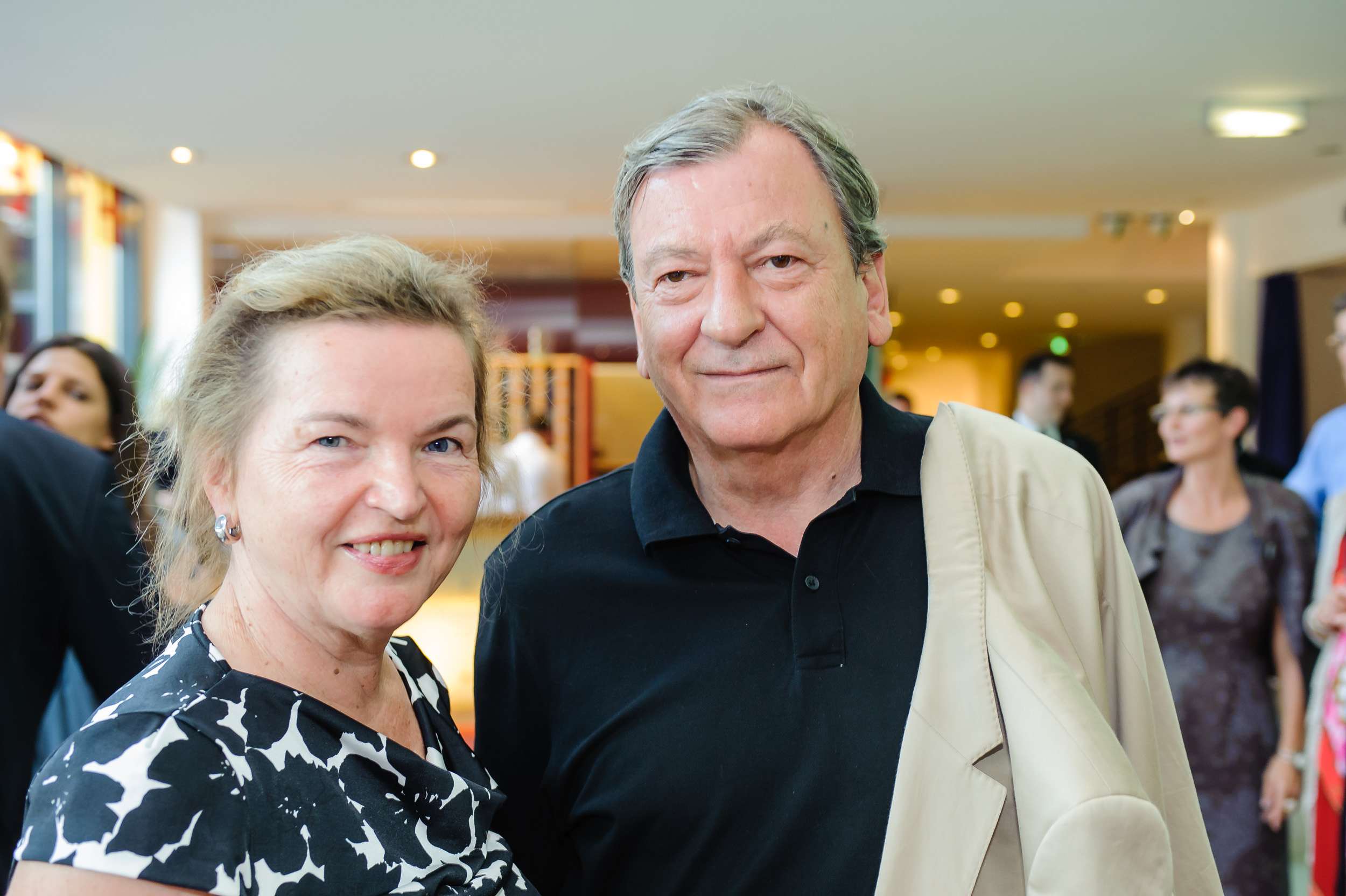
Herbert Tumpel mit Gertrude Tumpel-Gugerell (2013)

Herbert Tumpel (* 9. März 1948 in Wien; † 4. Oktober 2018) war ein österreichischer Volkswirt und Arbeiterkammerfunktionär. Er war von 1997 bis 2013 Präsident der Kammer für Arbeiter und Angestellte für Wien (AK Wien) und der Bundesarbeitskammer (BAK).

## Leben
Herbert Tumpel besuchte die Höhere Bundes-Lehr- und Versuchsanstalt für Textilindustrie (1962–1967) und diente in der Folge als Soldat beim Jagdkommando des Bundesheeres. Nach dem Studium der Volkswirtschaftslehre an der Universität Wien (1973) war er Mitarbeiter im Volkswirtschaftlichen Referat des ÖGB (1973–1983). Von 1983 bis 1987 war er Leiter des Volkswirtschaftlichen Referates des ÖGB und Leitender Sekretär des ÖGB von 1987 bis 1997.
Zusätzlich war er in der Zeit von 1987 bis 1997 Aufsichtsratschef der BAWAG. In dieser Position folgte ihm Günter Weninger nach.
Unter Tumpel wurden die Serviceleistungen der Arbeiterkammern noch mehr an die Bedürfnisse der Mitglieder herangeführt. Mit dem Programm „AK plus“ wurden die Serviceanbote ausgeweitet und optimiert, etwa im Arbeits- und Sozialrecht oder beim Konsumentenschutz. Im Zuge des 2006 ans Licht gekommenen ÖGB-BAWAG Skandals geriet Tumpel unter starken Druck, weil er in seiner Funktion als Präsident des BAWAG-Aufsichtsrates die Wiederaufnahme der 1994 von Finanzminister Ferdinand Lacina nahezu verbotenen Karibik-Geschäfte ab 1995 gebilligt hatte. Tumpel selbst wies die Verantwortung für die Karibik-Geschäfte stets von sich. Nicht der Aufsichtsrat, sondern der Vorstand sei für die operative Einschätzung verantwortlich gewesen.
Am 26. August 2012 kündigte er an, aus Altersgründen bei den Arbeiterkammerwahlen 2014 nicht mehr anzutreten.
Herbert Tumpel war bis zu seinem Tod mit Gertrude Tumpel-Gugerell verheiratet. Er wurde auf dem Grinzinger Friedhof bestattet.

## Auszeichnungen
- 2005: Großes Silbernes Ehrenzeichen mit dem Stern für Verdienste um die Republik Österreich[8]
- 2013: Großes Goldenes Ehrenzeichen für Verdienste um das Land Wien[9]

## Werke
- Was läuft falsch in Europa? Eine kritische Analyse aus Sicht der Arbeitnehmerinnen und Arbeitnehmer, Wien 2005